# Club de régates Perillo
Maillots
Le Club de Régates Perillo est un club galicien d'aviron de Perillo, dans le conseil d'Oleiros (La Corogne). Il a été fondé en 1970 et concours actuellement dans la Ligue Nord-Ouest de trainières.

## Histoire
Le Club de Régates Perillo naît en octobre 1970 avec le but de promouvoir et de développer la pratique de l'aviron dans la localité d'Oleiros. L'enthousiasme mis par les personnes qui ont participé à la création du club a entrainé le développement d'un bon nombre d'activités dans cette société, outre l'aviron : pêche, haltérophilie, tennis de table, windsurf, etc.…

## Réception de la première trainière
Depuis le moment où le club reçoit la première trainière il se passe trois décennies bien distinctes : durant les années 1970 on développe une grande activité sociale à Perillo autour du club, avec la participation dans les Championnats d'Espagne de trainières et batels et obtenant le titre régional des deux disciplines durant différentes années. Les années 1980 marquent par l'introduction de la discipline de banc mobile et la participation dans les premiers Championnats nationaux. Dans la décennie 90 le club obtient déjà les premiers titres et médailles, ainsi que la reconnaissance du club au niveau régional, ses rameurs seront reçus par le Président de la Xunta de la Galice de cette époque, Manuel Fraga Iribarne. En 1998 ; en outre dans cette époque commencent leur participation des premiers équipages féminins, qui commencent à obtenir très vite de bons résultats.

## Palmarès

### Titres nationaux
- Champion d'Espagne de batels (3): 1996, 1997 et 1998
- Vice-champion d'Espagne de traînières (1): 1997
- Vice-champion d'Espagne de trainerillas (1) 1997
- Vice-champion d'Espagne de batels (1): 1992

### Drapeaux
- 3 Drapeau Prince des Asturies: 1995, 1997 et 2004.
- 1 Drapeau Conte de Fenosa: 1999.
- 1 Drapeau de Vigo: 2001.
- 1 Drapeau de Oleiros: 2001.
- 1 Drapeau Députation de La Corogne: 2001.
- 1 Drapeau de Corcubión: 2001.
- 2 Drapeau Xunta de Galicia: 2001 et 2001.
- 1 Drapeau de Moaña: 2002.
- 1 Drapeau du Besaya: 2002.
- 1 Drapeau de Ares: 2002.
- 1 Drapeau de Cedeira: 2004.
- 1 Drapeau El Corte Inglés de Galice: 2005.
- 1 Drapeau Teresa Herrera: 2005.
- 1 Drapeau de Pontevedra: 2005.
- 1 Drapeau Mairie de Navia: 2007.
- 1 Drapeau de Rianxo: 2009.

### Sources
- (es) Cet article est partiellement ou en totalité issu de l’article de Wikipédia en espagnol intitulé « Club de Regatas Perillo » (voir la liste des auteurs).